# ワルシャワ・ゲットー

ワルシャワゲットーの罫線 (インタラクティブマップ)

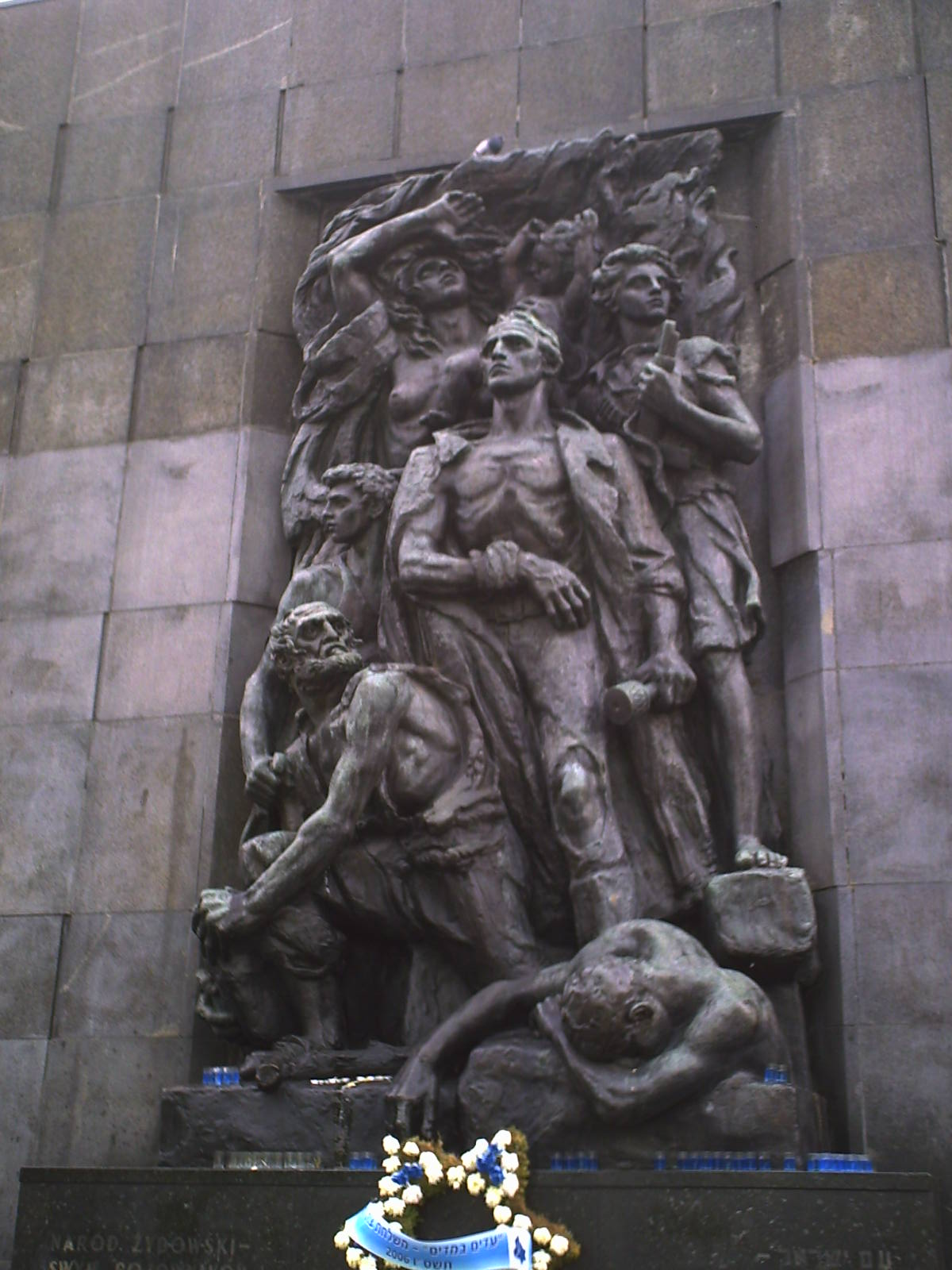
ワルシャワ・ゲットー記念広場にあるワルシャワ・ゲットー蜂起を記念する「ゲットー英雄記念碑」。中央に描かれているのは蜂起指導者モルデハイ・アニエレヴィッツ。

ワルシャワ・ゲットー (Getto Warszawskie) は、第二次世界大戦中にナチス・ドイツがポーランドのワルシャワ市内に設置したゲットー（ユダヤ人隔離地域）である。ナチスが創設したゲットーの中では最大規模のものである。

## ゲットーの歴史

### 前史

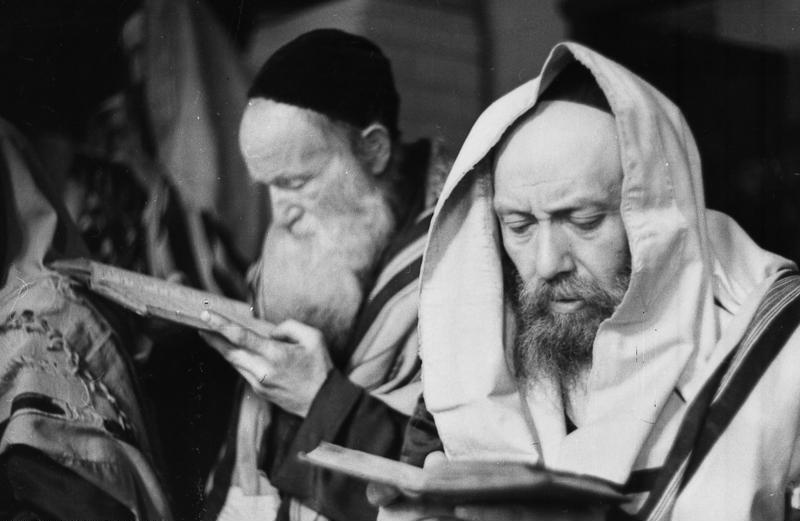
ユダヤ教の祭祀でトーラーを読む聖職者
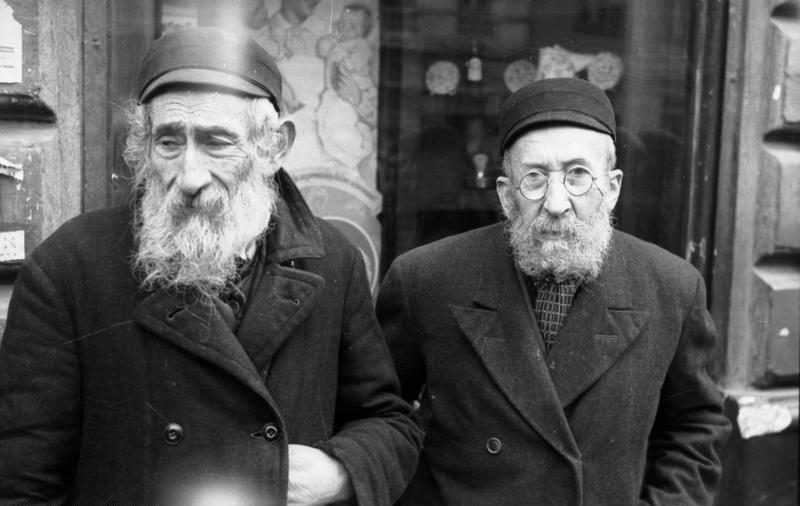
ゲットー内の正統派信者

ユダヤ人は15世紀にはすでにワルシャワで暮らしていたが、1527年にポーランド王国国王ジグムント1世はユダヤ人がワルシャワ（現在のワルシャワ旧市街の城壁の内側）に住む事を禁止した。ただしユダヤ人たちは王室の許可のもと、旧市街の南東側、ワルシャワ王宮とヴィスワ川の間の一帯に自分たちの街（のち18世紀に再開発され、マリエンシュタット地区となる）を建設して商売や自治をおこなう権利を認められた。このような自由居住区は「シュテットル」と呼ばれ、強制居住区である「ゲットー」と区別される。ヨーロッパの他国と異なり民族的に寛容な政策を国家の根幹となす伝統としていたポーランドでは、ユダヤ人はごく一部の大都市の旧市街を除いて、基本的にどこでも自由に住むことができた。旧市街のユダヤ人居住制限も18世紀末以降に徐々に緩和されていき、旧市街にユダヤ人が住むことも問題とされなくなった。
のち19世紀半ばより旧市街の南と西の一帯に近代の市街地が急速に発展していくと、キリスト教徒もユダヤ教徒も比較的裕福な人々は近代市街地やその郊外へと居を移していき、旧市街や新市街（中世の新市街であり歴史地区の一部）には貧困層が集中して住むようになった。この状態は20世紀のはじめまで続いた。
19世紀中頃と20世紀に入ってからの二・三十年間にワルシャワのユダヤ人人口は急増し、ワルシャワのユダヤ人共同体(ケヒッラー)が急成長した。第二次世界大戦直前のワルシャワ市には37万5,000人のユダヤ人が暮らしていた。これはワルシャワの全人口の30%を占めていた。世界的にもワルシャワは、アメリカ合衆国の都市ニューヨークに次いでユダヤ人人口の多い都市だった。
ワルシャワ市のユダヤ人は大多数がマリエンシュタットとは別に旧市街地の西側に近代になって新しく形成されていた広大なユダヤ人街にまとまって暮らしていた。ここはユダヤ教徒のうち会社員や商店主などの中間所得層や実業家や高級官僚などの富裕層がたくさん住んでいた。この地区では公用語のポーランド語ではなく、ユダヤ人同士ではイディッシュ語が話されるなど独特なユダヤ人共同体が形成されていた。当時のヨーロッパでもっとも高いビルは街のユダヤ系実業家によってここに建てられたオフィスビルで、これは奇跡的にも第二次大戦の戦火で崩壊せず、現在まで残っている。ワルシャワのユダヤ人たちのなかにはユダヤ教正統派が多数いた。彼らは黒い服装をして、男性は髭を生やし、こめかみの毛をカールにするという典型的なユダヤ人風の容貌をした人たちだった。いっぽうで、映画『戦場のピアニスト』のモデルとなったウワディスワフ・シュピルマンのような、ユダヤ系の家の出でも世俗的な人々もたくさんおり、彼らはキリスト教徒のポーランド人たちに混じり、キリスト教徒たちと変わりなくワルシャワの各界で活躍し、一部はキリスト教徒に改宗してキリスト教徒の社会に入っていた。このようにワルシャワのユダヤ教徒の社会は伝統的に多様な人々で構成されていた。ユダヤ人街は正統派をはじめとした保守的な傾向のある人々が多く住んでおり、より世俗的ないし非ユダヤ教的な人々は他の地区の住宅地でキリスト教徒たちに混じって住んでいることが多かった。

### ゲットーの設置と封鎖

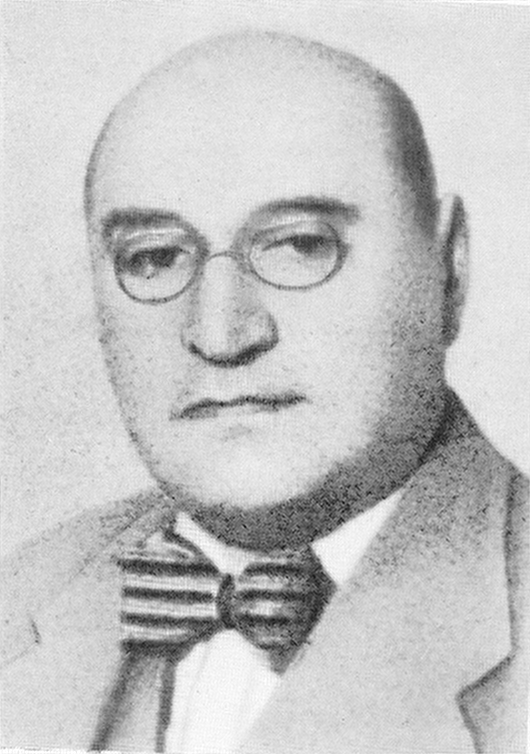
アダム・チェルニアコフ

1939年9月1日にドイツ軍はポーランドへ進攻した。ワルシャワはドイツ軍に占領され、ハンス・フランクを総督とするポーランド総督府領に編入された。1939年10月4日にワルシャワ市に突入したゲシュタポが、同市のユダヤ人居住区を監督していたユダヤ人共同体(ケヒッラー)(en:Kehilla)本部を占拠した。ユダヤ人共同体の長だったアダム・チェルニアコフをユダヤ人評議会の議長に任命し、ユダヤ人評議会の創設を命じた。戦前からユダヤ人居住区の指導者だった者たちが評議会のメンバーとなった。
ワルシャワの手工業者の80%はユダヤ人労働者であり、ワルシャワの生産体制はユダヤ人に支えられていたため、ドイツ当局も当初は彼らを完全に隔離することには慎重だったが、ワルシャワ、特にユダヤ人居住区ではチフスが流行していたため、結局、隔離が必要と判断されるようになっていった。
1939年11月7日、ワルシャワ地区行政長官(Verwaltungschef des Distrikts Warschau)のルートヴィヒ・フィッシャー突撃隊中将（de:Ludwig Fischer）は、市内のユダヤ人居住区をゲットーにしてユダヤ人を閉じこめるべきであると提案した。同じ時期、ドイツ軍司令官はユダヤ人居住区に「伝染病汚染に付き立ち入り禁止区域」を設営し、ドイツ兵の出入りを禁じた。

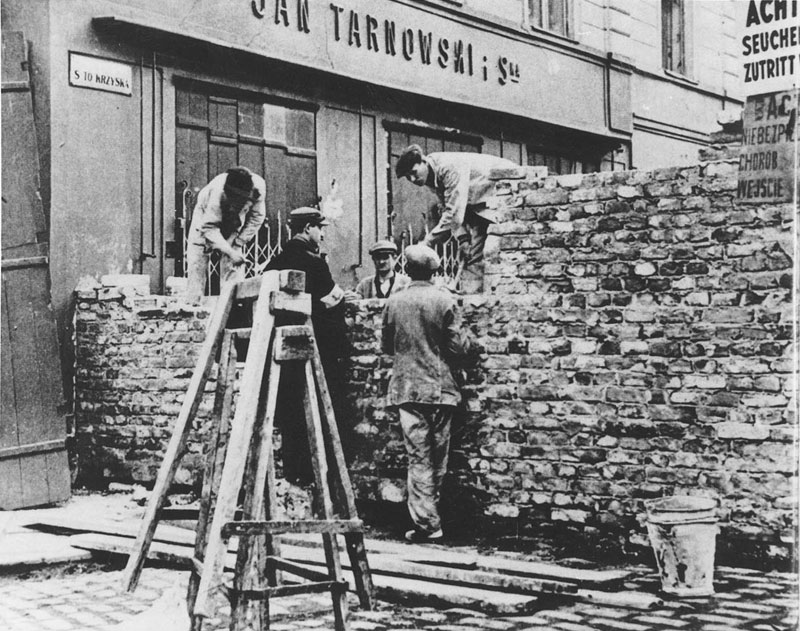
ユダヤ人居住区を隔離する壁の建設(1940年8月)

1940年3月以降、ワルシャワ市内、特にユダヤ人居住区のチフスが深刻になった。駐留するドイツ兵への感染を心配したドイツ当局は、1940年3月にユダヤ人評議会に命令を下してユダヤ人居住区の周辺を壁で囲む事を命じた。壁の建設はユダヤ人評議会の負担で行われた。
1940年9月の会議でポーランド総督ハンス・フランクは「ワルシャワの50万人のユダヤ人は全ワルシャワ住民に対する危険を意味する。彼らがうろつきまわることをもはや許容できない」と述べた。
1940年10月2日にはゲットー建設の正式な命令が下され、1940年11月に完成した。元来のユダヤ人居住区の三分の二の広さであった。11万3000人のポーランド人がゲットーに指定された地区から追われ、代わって13万8000人のユダヤ人がそこへ入れられた。さらに1941年2月から4月にかけて、ワルシャワ西部から連れてこられた7万2000人のユダヤ人がワルシャワ・ゲットーに送り込まれた。1941年3月の時点でワルシャワ・ゲットーの人口は44.5万人だった。これはナチスの創設したゲットーの中でも最大規模の物であった。
1940年11月16日にゲットーは封鎖され、自由な出入りはできなくなった。ゲットーの入口には両側に警備が配された。内側はユダヤ人ゲットー警察（ユダヤ人評議会指揮下）、外側はポーランド人とドイツ人による民警組織によって警備されていた。ゲットー住民は、ゲットーの外へ出る事が絶対的に必要である事を証明できた場合にのみ、通行許可証を与えられて、そこを通過することができた。ゲットー内にはドイツ国防軍、親衛隊、ドイツ警察などドイツの行政機関は駐屯しておらず、ドイツ人の姿はまれに視察に訪れる時ぐらいにしか見られなかった。
ゲットーの広さはワルシャワ市の2.4%であり、市全体の30%と見こまれたユダヤ人を収容していた。1941年3月の段階で、ワルシャワの「アーリア」区域は、人口92万人、面積138km2、一人あたりの面積150m2あったのに対して、ゲットーは、人口44万5000人、面積3.36km2、一人あたりの面積7.55m2しかなかった。

### ゲットーの運営

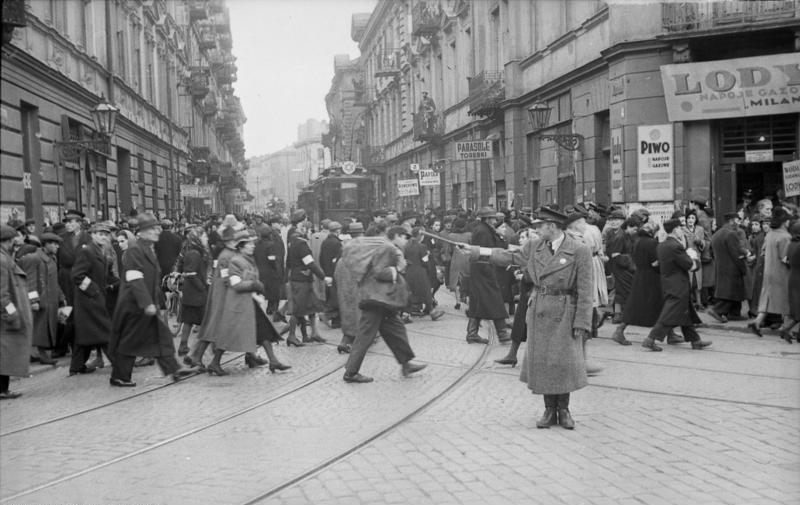
レシュノ通りの交差点で交通整理するユダヤ人ゲットー警察の警察官
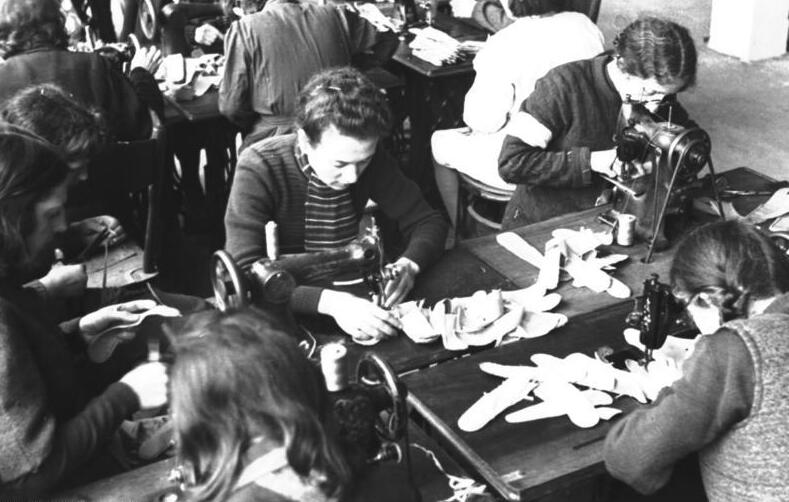
ゲットー内の工場で働く女性
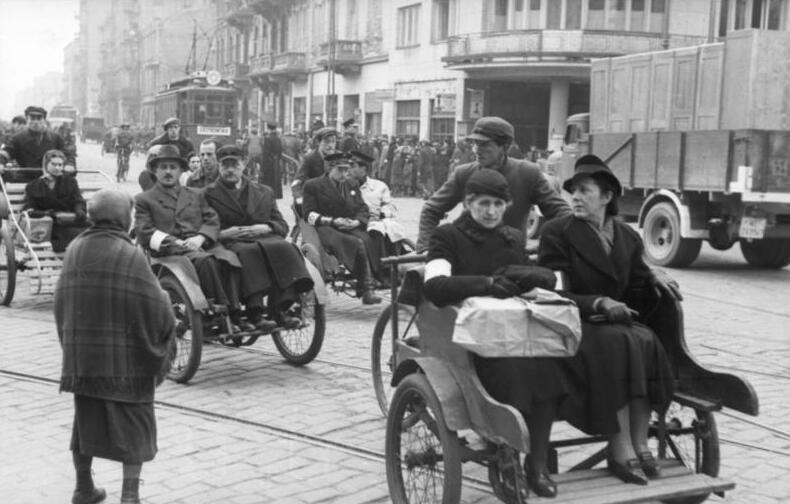
人力車に乗って移動する「上流階級」のゲットー住民

ワルシャワ・ゲットーの日常的運営は、ドイツ当局（ワルシャワ知事ルートヴィヒ・フィッシャーやユダヤ人居住区域担当委員ハインツ・アウアースヴァルト(de:Heinz Auerswald)など）の監督の下に、アダム・チェルニアコフを議長とするユダヤ人評議会によって行われた。ユダヤ人ゲットー警察も含めたゲットーの役所はすべてがユダヤ人評議会の指揮下にあった。
ワルシャワ・ゲットーのユダヤ人評議会は比較的自由主義的な統治をおこなっていた。戦前からのユダヤ人諸政党は、ゲットー内で活発に地下運動を行っていた。特に目立っていたのはブント、社会主義シオニスト党、青年運動であった。評議会とこれら地下組織とは一定の協力関係にあった。
ワルシャワ・ゲットーのユダヤ人評議会の自由主義的な統治は経済にも及び、完全にユダヤ人評議会の統制経済下に置かれていたウッチ・ゲットーなどとは異なり、「市場原理主義」的な経済体制で運営されていた。そのためワルシャワ・ゲットーには私企業も多数存在していた。その弊害としてワルシャワ・ゲットー内は貧富の差が顕著であった。ゲットー官僚・商人・投資家などが「上流階級」として君臨し、彼らはナイトクラブに通い、高級レストランで食事し、人力車に乗って移動していた。ドイツ当局はゲットー住民が裕福に生活していることを示すため、この一握りの「上流階級」の人々や彼らの通う施設を頻繁に撮影した。しかし大多数のゲットー住民の生活は全く裕福ではなかった。
ワルシャワ・ゲットーのユダヤ人評議会の歳入は、給与税、人頭税、軍用パン税、強制労働免除者による税、賃借税、共同墓地税、追加郵便税、薬剤報酬、登録料などによって成り立っていた。特にパン税が最も主要な歳入であった。ゲットーの税制は貧者に厳しく、実業家など「上流階級」に緩い物であった。こうした税制はゲットー実業部門の役人たちによって推進されていた。一方、ユダヤ人評議会議長チェルニアコフは、時に実力を持って実業家から税金取り立てを行う事を試みたため、実業部門と対立するようになった。
ドイツ警察は通常ゲットー内に入ってこなかったため、ユダヤ人ゲットー警察によってゲットー内の治安は維持された。ゲットー警察はゲットー住民に横暴にふるまうことが多かったため、住民から非常に嫌われていたという。
ユダヤ人評議会は社会福祉的事業を次第に行わなくなり、ドイツ当局の命令の執行機関と化していく。それに伴って、飢餓に苦しむユダヤ人の救済は、ゲットー内の独立団体であるユダヤ人相互援助協会（ZTOS）によって行われることが多くなっていった。
ドイツ当局はポーランドを占領した直後からポーランドの各都市の路上でユダヤ人を捕えては「強制労働部隊」を組織させ、対戦車壕の埋め立てや雪かき作業に動員していた。ポーランド総督府は1939年10月26日にこれを一般原則化した。さらに1939年12月2日にはポーランド総督府親衛隊及び警察高級指導者フリードリヒ・ヴィルヘルム・クリューガー親衛隊大将の命令により、ユダヤ人評議会に「強制労働部隊」を創設する権限が付与された。ワルシャワのユダヤ人評議会は仕事を持たないゲットー住民を「強制労働部隊」に組み込ませ、街の除雪や街路の清掃を行わせた。ワルシャワの「強制労働部隊」で一日に動員される平均的な人数は8,000〜9,000人だった。1941年9月では34,000人しか経済活動をしていなかったが、「移送」が始まる直前の1942年7月までには95,000人が労働力として登録されている。

### ゲットーの惨状

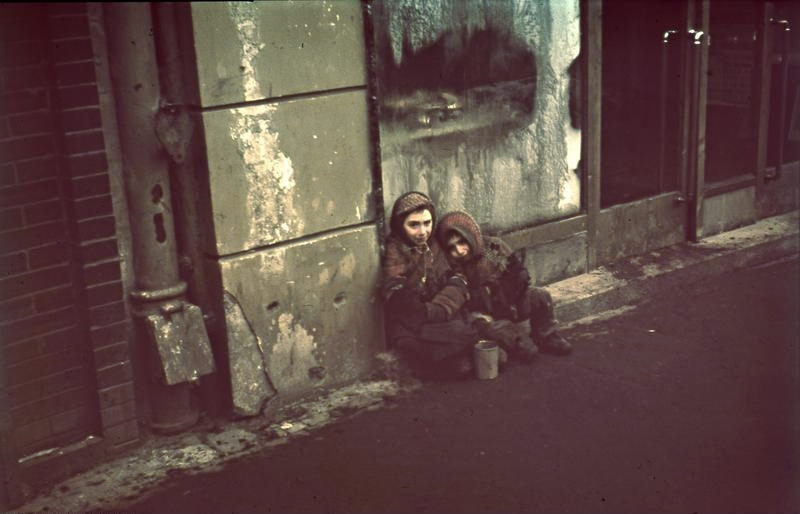
ゲットー内にはこの様な孤児があふれていた。（1940年）

ゲットーは、飢えと不衛生に苦しめられた。ゲットーの食糧配給は一日180カロリー程度しかなかった。そのわずかな配給も平等ではなく、ユダヤ人評議会役人など「有用な仕事に就いている者」が二倍のパン配給を受け、治安関係の仕事に就いている者は更に多い五倍の配給を受けていた。
配給品だけで生きていく事は不可能なので食糧は闇市で入手するのが普通だった。闇市の品はゲットー外から密輸された食糧だった。ゲットー外のドイツの秘密警察ゲシュタポはこれを警戒してゲットー内に直属のユダヤ人密輸取り締まり部局（「一三」と呼ばれた）を設置させている（詳しくは「ゲットーの行政機構」の節を参照）。
ワルシャワ・ゲットーの「自由」経済の中では、食べられる食料の量は、出せる金額に依った。「資本家」だけが闇市価格で入手した食糧で身を保つことができた。1941年12月に評議会議長チェルニアコフは、ワルシャワ・ゲットーには資本を持った1万人、自活できる25万人、衣食に事欠く15万人がいると推測している
栄養不足は、伝染病を招き、命を落とす者が続出した。1941年夏以降に特に深刻となった。腸チフス・結核・インフルエンザなどの疫病がシナゴーグと、何千ものホームレスを収容していた公共の建物から始まった。
1941年5月にワルシャワ軍司令官からポーランド総督府軍司令官へ送られた報告書には、「ワルシャワ・ゲットーの状態は壊滅的である。食糧の支給は週に700グラムのパンだけとなっており、疫病が蔓延して、衰弱したユダヤ人がバタバタと道端に倒れている」と記されている。1941年を通してゲットー全住民の十分の一にあたる4万3000人が飢えと病で命を落とした。1942年代には更に死亡率が加速し、1942年7月の「移送」が始まるまでには総計8万3000人が死亡していた。

### 移送

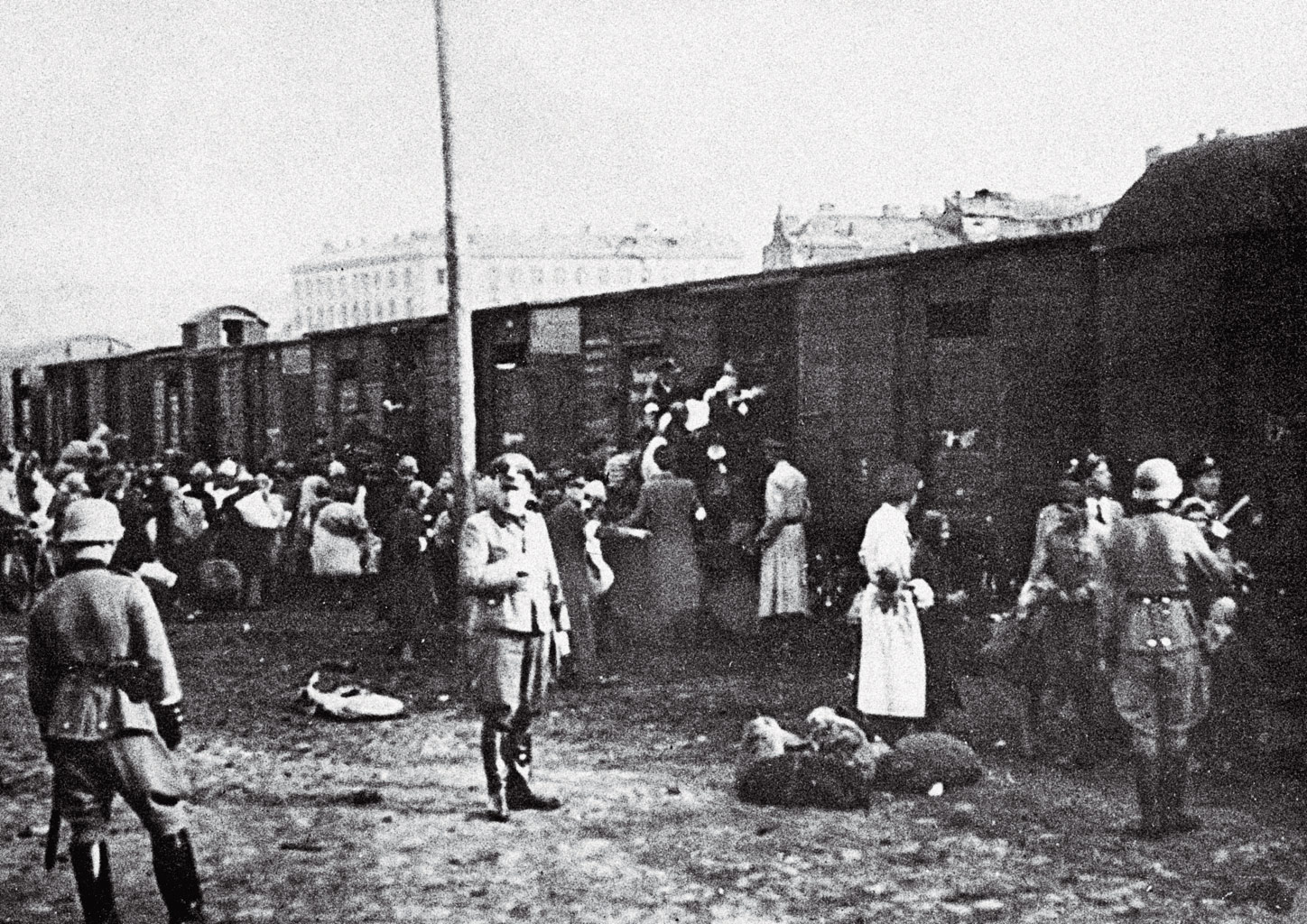
ウムシュラークプラッツ（集荷場）。ワルシャワ・ゲットーのユダヤ人のトレブリンカ絶滅収容所への移送

1942年1月20日、ドイツ首都ベルリンのヴァンゼー(de:Wannsee)でラインハルト・ハイドリヒ親衛隊大将が主催したヴァンゼー会議で、総督府のユダヤ人の絶滅収容所への「移送」が要求された。ワルシャワ・ゲットーのユダヤ人はトレブリンカ絶滅収容所へ移送されることが決定した。
1942年4月29日にはワルシャワ地区県庁のユダヤ人居住区委員アウアーヴァルトがユダヤ人評議会に対してゲットーの通りや建物ごとの住民統計の提出を求めた。更に5月3日にはゲットーにおいて労働している者全員のリストを要求した。ドイツ当局が労働していない「非生産的」な人々を移送するつもりであるとの噂が広まり、ゲットー内はパニックになった。7月にはラトヴィアの第22大隊と第272大隊がワルシャワ・ゲットーでの大規模な検挙のためにリガから連れてこられた。
1942年7月22日、ラインハルト作戦の執行責任者であるオディロ・グロボクニク親衛隊少将の強制移住部隊のヘルマン・ヘフレ（Hermann Höfle）親衛隊大尉がワルシャワ・ゲットーのユダヤ人評議会を訪れた。ユダヤ人評議会議長チェルニアコフはヘフレから「特定のグループを除いて、性別や年齢にかかわらず、ユダヤ人全員を『東部』へ移送する」旨を通達された。チェルニアコフはドイツ政府との完全協力によるゲットー解体の阻止に賭けていた自分の政策が敗れたことに気づかされ、絶望した。せめて子供と孤児は移送対象から外してほしいと要請したが、それも拒絶された。7月22日、チェルニアコフは青酸カリを飲んで自殺した。
チェルニアコフ自殺を受けて、ユダヤ人評議会は即座に議長代理マレク・リヒテンバウム(Marek Lichtenbaum)を後継の議長に選出した。リヒテンバウムはドイツの命令に機械的に従い続けた。ゲットー警察が次々とゲットー住民を検束してウムシュラークプラッツ（集荷場）ヘ連行した。連行された人々は親衛隊の列車に乗せられてトレブリンカ絶滅収容所へと移送されていった。なお移送対象者の狩りたては初めゲットー警察が中心に行っていたが、移送が急ピッチになってくると、ドイツ兵やウクライナ人補助兵もゲットーの中に入って来て狩りたてに参加した。
1942年7月末までに6万人が移送され、8月15日までにはゲットーの人口の半分が移送された。そして第一次移送が終了した9月13日までには総計30万人が移送されていた。移送作戦中に殺害された者も多く出た。ユダヤ人評議会の報告によるとゲットー住民のうち、銃創による死者数は、1942年8月には2305人、9月には3158人としている。
この時点でゲットー内に残っていたのはせいぜい7万人程度だった。半数が労働者登録されており、残りの半数は隠れた者たちである。大多数が20歳から39歳の間であった。ゲットーの規模は急速に小さくなり、ユダヤ人の住居はゲットー内の北東部の隅に限定された。しかし工場などの作業場はレシュノ通り、カルメリッカ通り、トヴァルダ通り、プロスタ通りなどにいまだ存在していた。ゲットーの他の部分は空になった。第二次移送作戦は1943年1月18日に開始されたが、抵抗運動の激化のせいで四日間で打ち切られ、6,500人程度の移送しかできなかった。

### 抵抗運動
すでに1942年2月には大量移送の噂がワルシャワ・ゲットーに流れはじめ、3月にリヴォフ・ミェーレツ・ルブリンなどの都市で移送が始まると、評議会から独立したユダヤ人組織の創出が試みられる。これらのユダヤ人反対派は共産主義者からナショナリスト、シオニストなどの主な政党にわたっていた。4月に内密の文書が発覚し、ゲシュタポは51名を射殺した。1942年7月22日に移送命令が出て、評議会議長チェルニアコフが自殺するとユダヤ人政党組織の代表者16名が集まって武装抵抗について議論した。
抵抗に向けて真剣な準備が始まったのは1942年秋からだった。共産党がシオニストと合同し、さらに社会主義者のブントと一緒になった。この合併は10月20日に行われた。その共同団体は「ユダヤ人戦闘組織（Żydowska Organizacja Bojowa,略称ŻOB）」と名付けられた。ユダヤ人戦闘組織の傘下にはハショメル・ハツィアル戦闘集団（Hashomer Hatzair）、共産党戦闘集団、ブント戦闘集団など22の部隊が置かれた。戦闘組織の総指揮官は24歳のモルデハイ・アニエレヴィッツである。
ユダヤ人戦闘組織は、まず直接にユダヤ人をゲットーから移送しているユダヤ人ゲットー警察とその上部組織であるユダヤ人評議会に対するテロ活動から開始した。移送の嵐が頂点に達していた1942年8月20日にゲットー警察長官ヨーゼフ・シェリンスキー(Josef Szerynski)を襲撃して負傷させ、その翌日にはビラを捲いて、ゲットー警察の警察官全員に対して「死刑」を宣告した。1942年10月29日にはシェリンスキーの後任のゲットー警察長官ヤーコプ・レイキン(Jacob Lejkin)を暗殺。さらに11月28日にはユダヤ人評議会経済局長イズラエル・フィルストを暗殺した。そのほかにもゲットー警察官を中心として対独協力者が戦闘組織により次々と殺されていった。ユダヤ人評議会とゲットー警察の威信は大きく低下した。

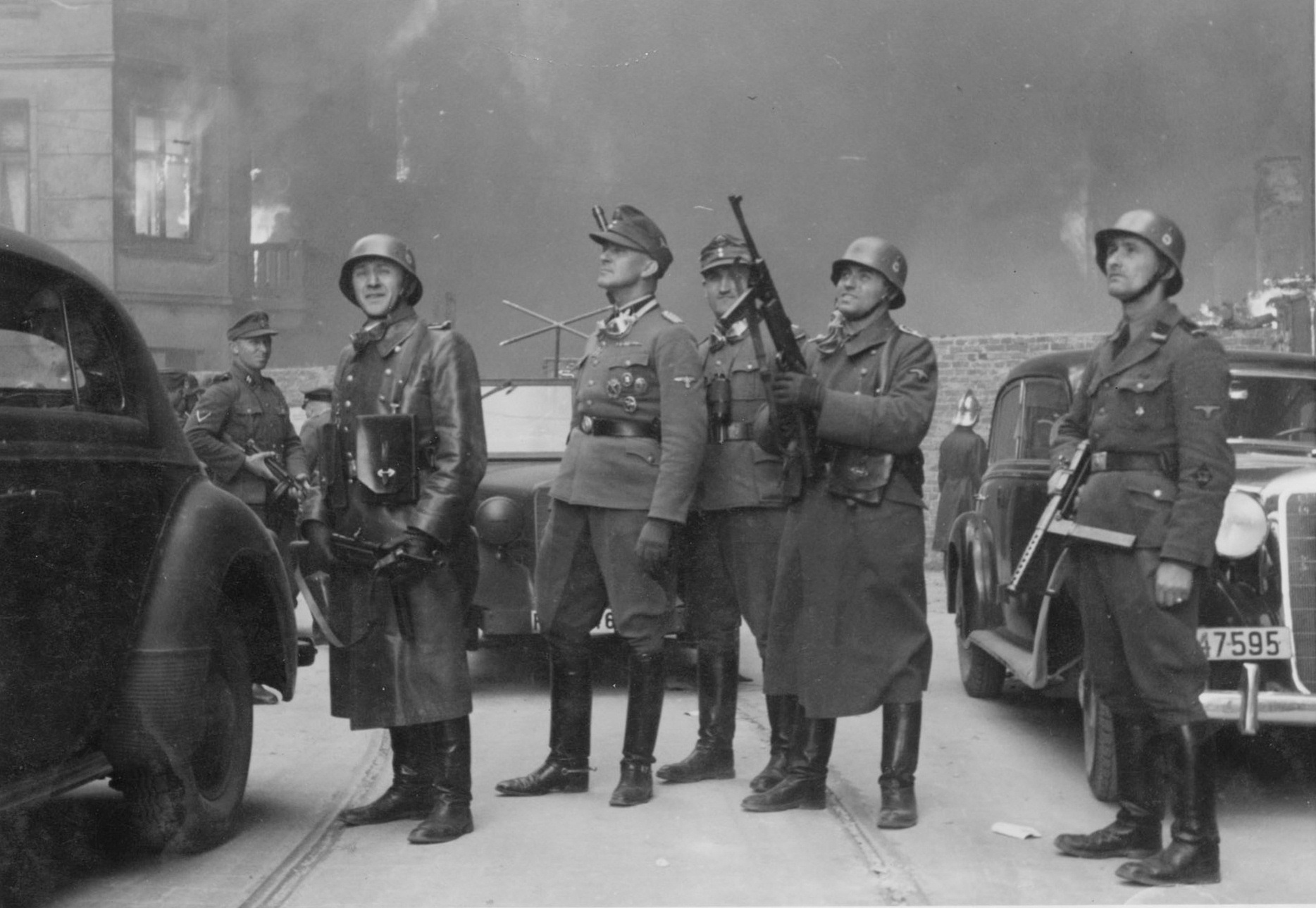
蜂起の鎮圧の指揮を執ったユルゲン・シュトロープ将軍
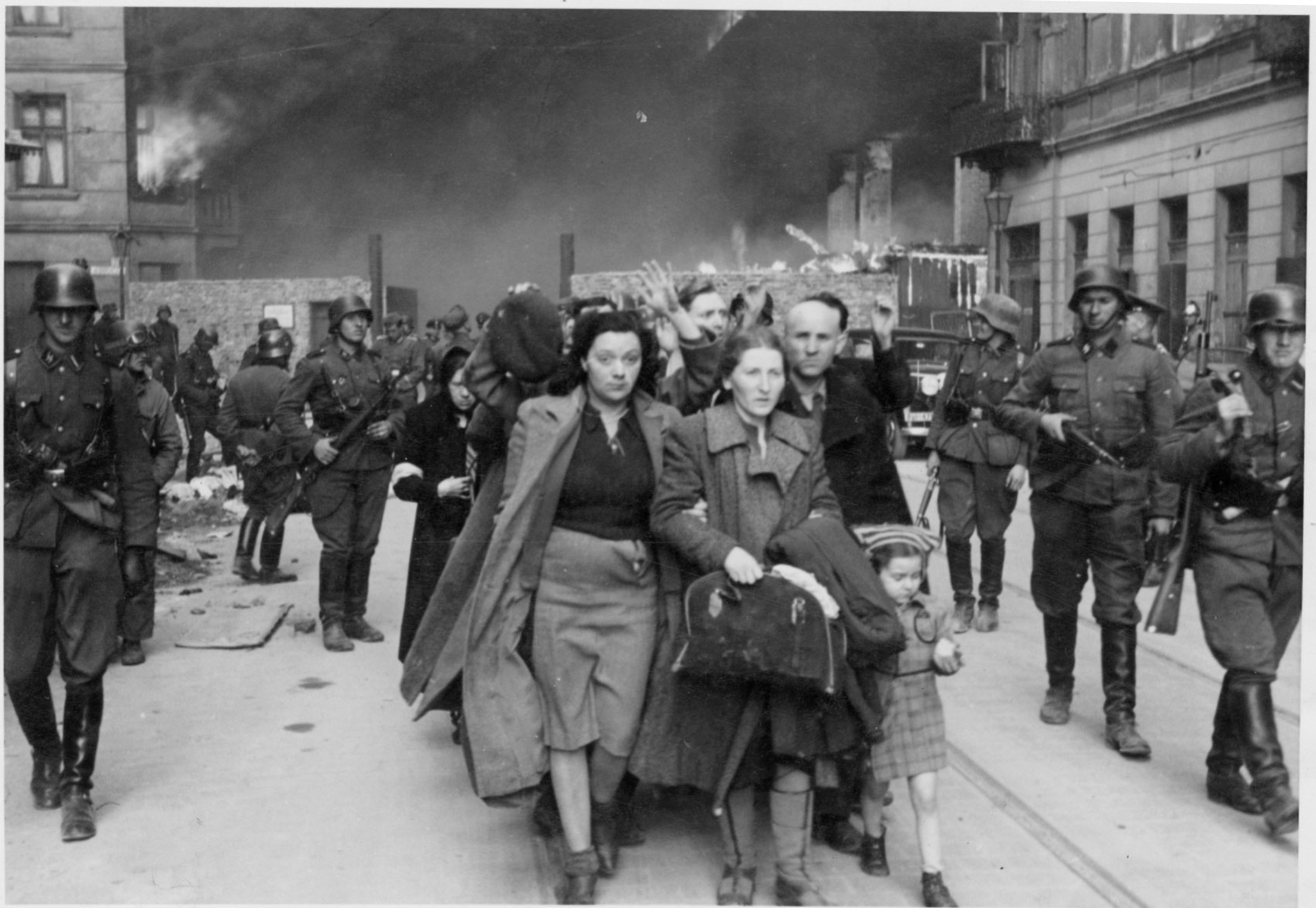
ワルシャワ・ゲットー蜂起鎮圧戦の最中に連行される人々
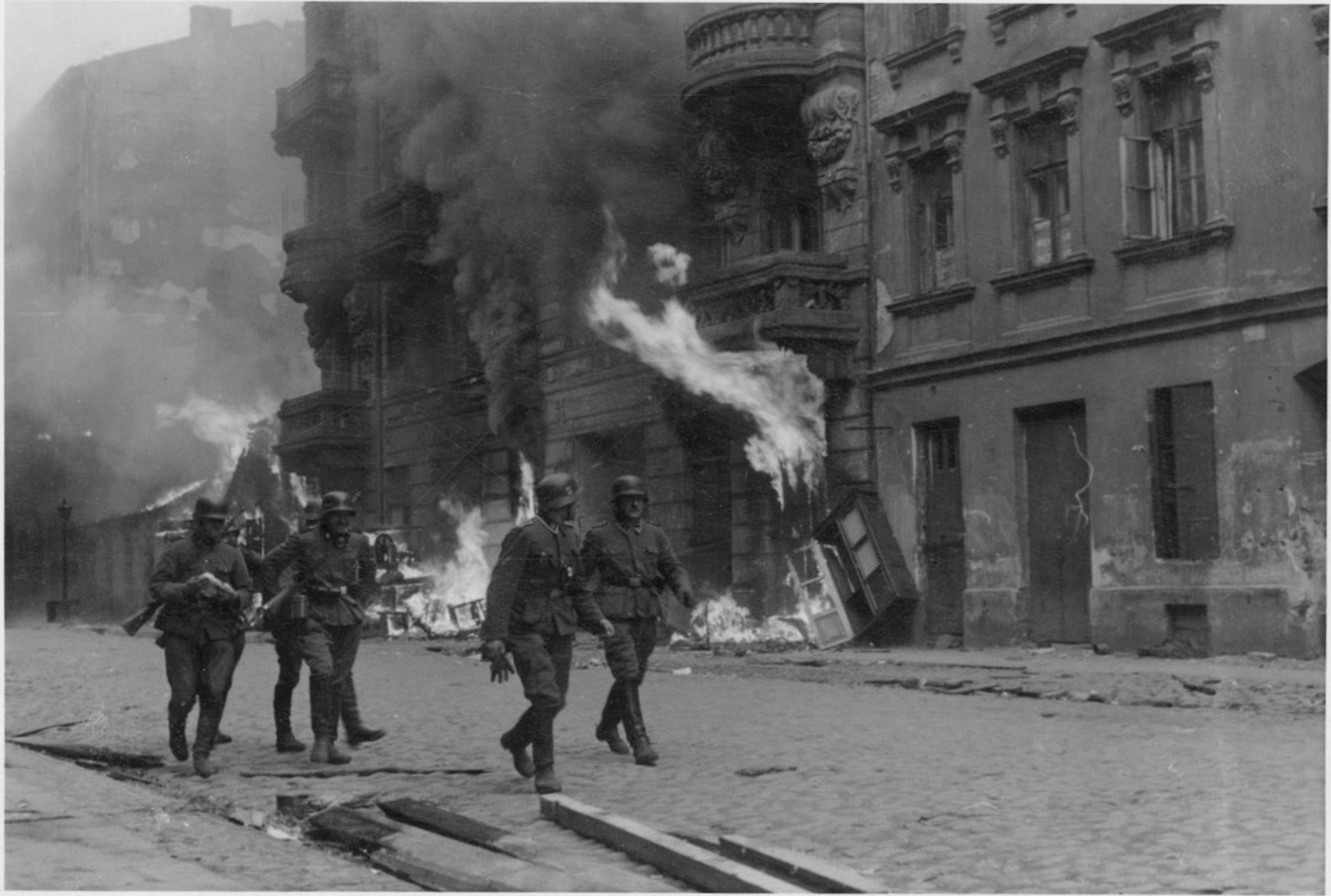
ワルシャワ・ゲットー蜂起を鎮圧するための焦土作戦

全ドイツ警察長官の親衛隊全国指導者ハインリヒ・ヒムラーは、1943年1月9日に自らワルシャワ・ゲットーを訪問し、「2月15日までにはゲットーは解体せよ」と厳命した。1943年1月18日から移送が再開されたが、ユダヤ人戦闘組織が頑強に抵抗を行ったため、ドイツ警察にも数名の死者が出た。ドイツ警察はもはや安易にユダヤ人狩りをできなくなった。第二次移送作戦は四日間続いたが、6,500人の移送と1,171人の殺害で移送作戦は中止せざるを得なくなった。
ゲットー住民の多くは初めユダヤ人戦闘組織の過激な活動に懐疑的な人が多かったが、この成果により急速に住民から支持を集めるようになった。ゲットーの実質的支配者は今やユダヤ人評議会からユダヤ人戦闘組織へと移行していった。ユダヤ人評議会議長リヒテンバウムはドイツ当局からの命令に対して「私はすでにゲットー内で何の権威もない。権威があるのは、いまや別の組織だ。それはユダヤ人戦闘組織だ。」と回答している。
1943年4月19日、ゲットーに残っている住民を全て移送するため、フェルディナント・フォン・ザンメルン・フランケネック親衛隊上級大佐の指揮する武装親衛隊と警察の部隊がゲットーを包囲し、侵入した。ユダヤ人戦闘組織をはじめとする抵抗組織のメンバー750人ほどが火炎瓶や少数の機関銃でもってこれを迎え撃ち、撃退した。ドイツ側は司令官をユルゲン・シュトロープに代えて再び突入したが、やはり撃退されて退却した。ドイツ国防軍のワルシャワ上級野戦司令官ロッスム少将が派遣した応援部隊の到着を待って、シュトロープは4月20日朝に再度ワルシャワ・ゲットーへと突入した。シュトロープは焦土作戦を取り、ゲットーの建物を一つずつ焼き払っていき、ゲットーを文字通り火の海にした。発煙筒や手榴弾を投げ込んで、ユダヤ人たちが壕や下水道から出てきたところを次々と殺害していった。1943年5月8日、ユダヤ人戦闘組織の司令壕がドイツ軍の攻撃を受け、ユダヤ人戦闘組織司令官アニエレヴィッツが自決した。その後も戦闘は続いたが、5月16日には鎮圧されて戦闘行為は完全に終了した。
ゲットー蜂起鎮圧戦でゲットー住民が数千人、瓦礫の下に埋まった。5万6000人がドイツ軍の捕虜として連れて行かれた。捕虜となった者のうち7,000人が射殺され、7,000人がトレブリンカ強制収容所に送られ、15,000人がルブリン強制収容所に運ばれ、残りは強制労働収容所へと送られた。

### ゲットー解体後

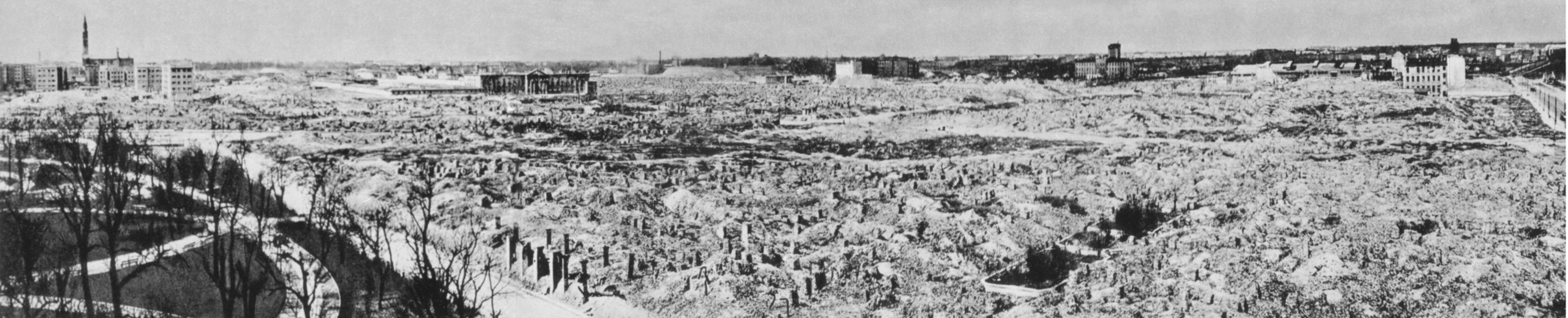
蜂起後のゲットー _{ドイツ軍によって徹底的に破壊され、殆ど荒野と化していた。}

1943年夏、親衛隊経済管理本部長官オズヴァルト・ポール親衛隊大将はワルシャワ・ゲットーの跡地にワルシャワ強制収容所(de:KZ Warschau)を設置させ、そこの囚人にゲットーの破壊された建物の撤去作業を行わせた。2,500人の強制収容所囚人と1,000人のポーランド労働者が動員され、1年以上働いて建物の残骸や壁の撤去にあたった。ゲットー蜂起鎮圧戦の最中にゲットーから逃げ出したユダヤ人たちの捜索も行われ、ポーランド人の密告などにより次々と検挙された。ポーランド・ギャングはこれを利用して隠れているユダヤ人を見つけ出して、彼らから金を巻き上げていた。1945年1月にソ連軍が到着するまでに、ワルシャワ市内で生き残っていたユダヤ人は約200人だったという。

## ゲットーの構造

ゲットーの全体図(1940年・赤線で囲った範囲)

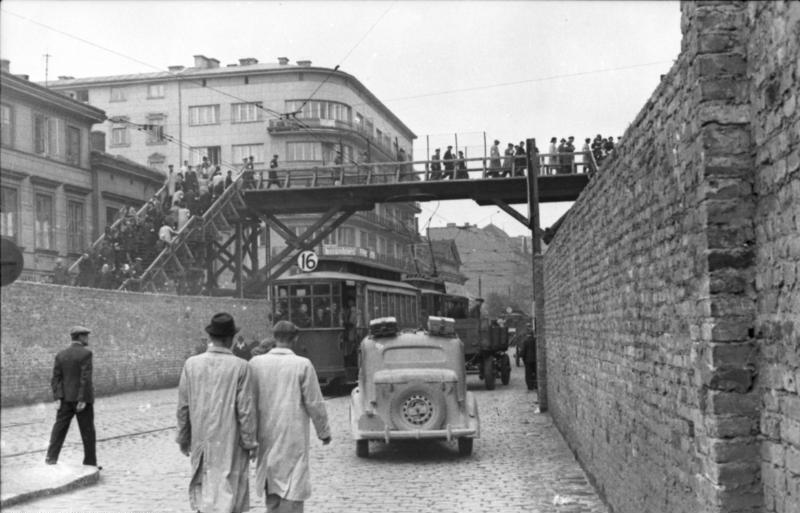
ゲットーを北部と南部に分ける「アーリア」区のフォドナ通り。ゲットーの北部と南部を行き来できるのは回廊に架かったこの歩道橋だけだった。

ゲットーはT字型をしており、広い北部(大ゲットー)と狭い南部(小ゲットー)に別れていた。「アーリア」区のフォドナ通りがゲットーを貫通していたためである（初めは貫通していなかったが、後にゲットーを小さくされた際にフォドナ通りのゲットーの地域が失われ、貫通した）。北部と南部をつなぐのは回廊部分に架けられた歩道橋だけである。当初は28あったゲットーの門は後に15に削減され、通行許可書の数も制限された。
北部ゲットー(大ゲットー)のスタフキ通りの門の外側にウムシュラークプラッツ（集荷場）が存在した。ここには鉄道があり、ゲットーの作業場で加工された完成製品はここから運び出されていった。しかし移送期にはこの集荷場はゲットー住民を死の収容所へ移送するための恐ろしい場所ともなった。
北部ゲットーに刑務所が二つ存在した。パヴィア通りにパヴィアク刑務所、ゲンシャ通りにゲンシュフカ刑務所である。
北部ゲットーのレシュノ通り、プロスタ通り、ノヴォリプキ通りにはドイツ企業の作業場が集中しており、ここで仕事口を見つけることはゲットー内で生きていくうえでは一番安全と見られていた。
ユダヤ人評議会はもともとゲットー南部(小ゲットー)のクジボフスカ通りに存在したが、移送作戦後には北部ゲットーに移った。

## ゲットーの行政機構
他のナチスのゲットーと同様にワルシャワ・ゲットーは直接的にはユダヤ人の「自治組織」であるユダヤ人評議会を頂点としたユダヤ人官僚機構によって管理されていた。しかし「自治組織」とはいってもユダヤ人評議会はゲットー外のドイツ当局の指示に逆らうことは一切許されなかった。ワルシャワ・ゲットーのユダヤ人評議会の議長はアダム・チェルニアコフが務めた（チェルニアコフ自殺後にはマレク・リヒテンバウム）。
ワルシャワ・ゲットーのユダヤ人評議会ははじめアインザッツグルッペンVIに対して責任を負い、その後は市管区長から指示を受けた。1941年5月1日にワルシャワ知事ルートヴィヒ・フィッシャーは、ユダヤ人居住区域担当委員(Kommissar für den jüdischen Wohnbezirk)として若いドイツ人弁護士ハインツ・アウアースヴァルト（de:Heinz Auerswald）を任じた。以降は彼がワルシャワ・ゲットーの監督に大きな権限を持った。
評議会議長チェルニアコフは、ゲットーにおける市長の肩書きを持っていた。ユダヤ人評議会はそのメンバーと外部からの専門家を含む委員会が、審議の内容を準備し、ゲットー行政機関を運営していた。ゲットー行政機関が扱う仕事は、治安・保健・住宅・労働・経済・金融などと多岐にわたり、記録保管さえ含んでいた。食糧・石炭を分配する部局は臨時事業機関となり、製造部門はユダヤ人製造有限会社として合体された。商業部はゲットー外への配達のための販売会社となり、銀行部は「ユダヤ人居住地区のための協同組合銀行」へと名称変更された。

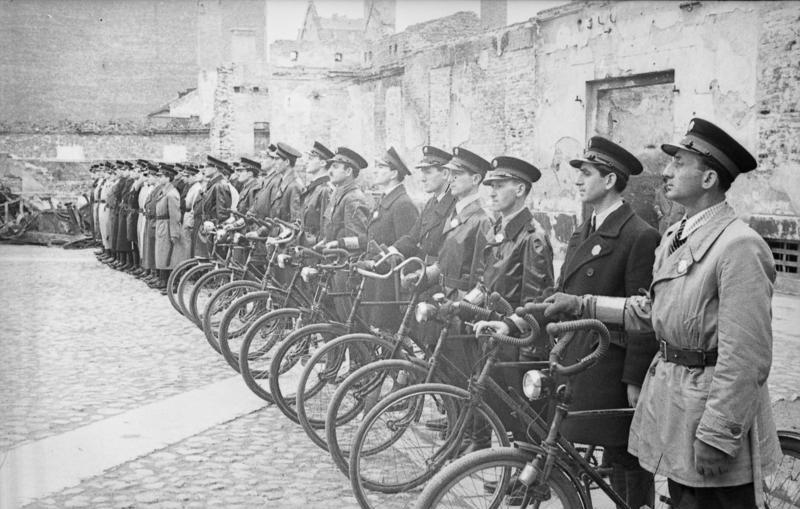
ワルシャワ・ゲットーのユダヤ人ゲットー警察警官隊

5,000人のゲットー住民がユダヤ人評議会を頂点とするこのゲットー官僚機構のメンバーであった。このうちゲットー内の治安を司るユダヤ人ゲットー警察の警官は2,000人を占めていた。
これとは別にゲットー内には密輸対策を専門とするユダヤ人警察組織があった。この組織の正式名称は「ユダヤ人居住区における闇取引と価格つり上げとたたかう監視センター」といい、本部がゲットー内のレシュノ通り13番地にあったことから「13」(en:Group 13)と俗称されていた。アブラハム・ガンツヴァイヒ(pl:Abraham Gancwajch)を長として約500名の人員を抱えていた。「13」はゲットー住民によるゲットー外からの食糧の密輸が横行していたため、ゲットー外のドイツ保安警察のゲシュタポの命令で創設された警察組織であった。彼らはゲシュタポに直属していたため、その権限は強大であり、不正が多かった。ユダヤ人評議会と重要な権限をめぐって争う事も多かったため、ユダヤ人評議会議長チェルニアコフはアウアーヴァルトの協力を得て、「13」を解散させるための画策を行った。結果、ゲシュタポの命令によって1942年5月をもって「13」は解散させられている。

## ゲットーの文化

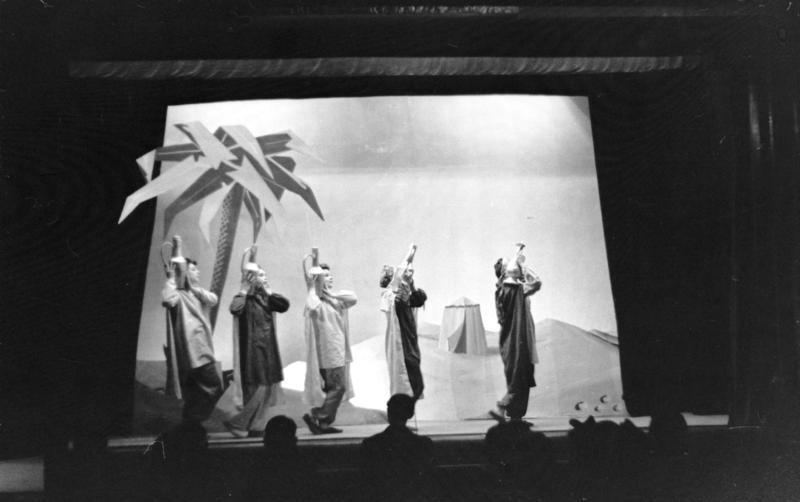
ワルシャワ・ゲットーの劇場

「上流階級」のユダヤ人を顧客としてゲットー内では演劇やコンサートなども行われていた。戦前からワルシャワはポーランド・ユダヤ人の演劇の中心地だった。ゲットー内に5つのプロ演劇一座があった。公演される物はコメディーのミュージカルが多かったが、ゲットーの置かれている状況が状況だけにコメディーであっても皮相な物になりがちであったという。ユダヤ人評議会を批判するかのような描写を入れた演劇も存在した。はじめは「アーリア人の」作品の上演も許されていたが、これは1942年4月に禁止された。
コンサートも公演されていた。シンフォニー・オーケストラ、弦楽四重奏団、フォークソングやポピュラーソングの合唱団、少年・少女の合唱団、ヘブライ語シル合唱団、大シナゴーグ合唱団などの公演が行われていた。
ワルシャワ・ゲットーの演劇や音楽活動の統制権はユダヤ人相互援助協会（ZTOS）が握っていた。相互援助協会とタイアップする中央プログラム委員会には267人の舞台俳優、150人の音楽家が登録され、1941年10月までに委員会は1814回もの上演を行っている。ユダヤ人評議会議長チェルニアコフは相互援助協会から文化活動の統制権を奪い取りたがっていたが、失敗している。